# Nicoletta Bortolotti
Nicoletta Bortolotti (Sorengo, 23 marzo 1967) è una scrittrice italiana e svizzera.

## Biografia
Ha conseguito la maturità presso il Liceo classico Cesare Beccaria di Milano e si è laureata all'Università Cattolica del Sacro Cuore a Milano, con una tesi sul neobarocco nella poesia degli anni Ottanta e Novanta del Novecento. Ha collaborato con la rivista “Testo” del Dipartimento di Italianistica dell'università e ha pubblicato sue poesie sulla rivista “Juvenilia”.
Collabora come autrice, ghost writer, copy editor e redattrice con Mondadori (settore ragazzi e adulti). Ha vinto numerosi premi letterari e scrive per L’Ordine, supplemento culturale de La Provincia edizione di Como, "Letteratitudine" e "Clandestino".
Nel 2013 ha pubblicato per Mondadori il romanzo per ragazzi Sulle onde della libertà, semifinalista al premio Bancarellino e vincitore del premio Comoinrosa. Al libro si è ispirato il film I bambini di Gaza - Sulle onde della libertà (2024), diretto dal regista italo-americano Loris Lai, prodotto da Jean Vigo Italia, Rai Cinema, Potemkino, B-Roll, Panoramic film, distribuito da Eagle Pictures e con le musiche del premio Oscar Nicola Piovani. Il lungometraggio è stato lodato da papa Francesco e
Chiamami sottovoce (HarperCollins), del 2018, romanzo sulla vicenda delle migliaia di bambini italiani nascosti in soffitte e cantine in Svizzera, negli anni 70 e 80 del Novecento, ha conseguito nel 2019 il premio Alvaro-Bigiaretti ed il premio Giuditta.
Il romanzo storico-biografico Un giorno e una donna (HarperCollins), del 2022, proposto al Premio Strega 2023, narra la vicenda di Christine de Pizan, prima scrittrice europea donna, autrice del celeberrimo "La Cité des dames”.
Nel 2021 è uscito Quelle in cielo non erano stelle, che nel maggio 2022 è arrivato al secondo posto al premio Selezione Bancarellino.
La Quadrilogia della Shoah è uscita per Edizioni EL (Einaudi Ragazzi), con i romanzi In piedi nella neve (2015) che ha vinto il premio Il Gigante delle Langhe e il premio Cento, La bugia che salvò il mondo, da cui è stato tratto lo spettacolo teatrale "Il valzer della bugia”, regia di Francesca Zoccarato, Exodus, e Oskar Schindler il Giusto del 2017, pubblicato sempre per Edizioni EL, vincitore del Premio Letterario Internazionale Città di Cattolica della Giuria

## Opere

### Narrativa
- Neomamme allo stato brado: un ritratto lucido e ironico della maternità, Milano, Baldini Castoldi Dalai, 2005, ISBN 88-8490-689-X.
- Il filo di Cloe, Milano, Sperling & Kupfer, 2007, ISBN 978-88-200-4290-5.
- E qualcosa rimane, Nardò, Besamuci, 2020, ISBN 978-88-362-9120-5. ripubblicato
- E qualcosa rimane, Milano, Sperling & Kupfer, 2012, ISBN 978-88-200-5184-6. vincitore del premio Leonforte e del premio Carver (fuori catalogo)
- Sulle onde della libertà, illustrazioni di Fabiano Fiorin, Milano, Mondadori, 2013, ISBN 978-88-04-61660-3. semifinalista al premio Bancarellino e vincitore del premio Comoinrosa
- In piedi nella neve, San Dorligo della Valle, Einaudi Ragazzi, 2015, ISBN 978-88-6656-236-8. vincitore del premio Il Gigante delle Langhe e del premio Cento.
- Sulle onde della libertà, 2ª ed., Milano, Mondadori, 2015, ISBN 978-88-04-64900-7.
- Oskar Schindler il Giusto, San Dorligo della Valle, Einaudi ragazzi, 2017, ISBN 978-88-6656-416-4. vincitore del Premio Letterario Internazionale Città di Cattolica della Giuria
- La bugia che salvò il mondo, San Dorligo della Valle, Einaudi ragazzi, 2018, ISBN 978-88-6656-442-3.
- Chiamami sottovoce, Milano, HarperCollins Italia, 2018, ISBN 978-88-6905-312-2. 9788809880641ins
- Disegnavo pappagalli verdi alla fermata del metrò, Firenze, Giunti Editore Italia, 2020, ISBN 978-88-0988-064-1.
- Quelle in cielo non erano stelle, Milano, Mondadori, 2021, ISBN 978-88-04-73762-9.
- Il cielo degli animali, Gribaudo, Mondadori, 2021, ISBN 978-88-580-2990-9.
- L'accademia dei cacciatori di fantasmi, Milano, Gribaudo, 2021, ISBN 9788858038291.
- Un giorno una donna, Milano, Harper Collins, 2022, ISBN 9791259851086.
- I fragili, roma, Castelvecchi, 2022, ISBN 9788832909944.
- Un sogno al microscopio, Milano, Mondadori ragazzi, 2022, ISBN 978-8804755074.
- Exodus, San Dorigo della valle (Trieste), Einaudi ragazzi, 2023, ISBN 9788866567837.
- Il viaggio di Rose, Milano, A.Mondadori Scuola, 2024, ISBN 979-12-204-2275-8.
- I Bambini di Gaza - Sulle onde della libertà, 3ª ed., Milano, Mondadori, 2024, ISBN 978-88-04-79031-0.
- Il diario segreto di Marie Curie, 1ª ed., Milano, Mondadori, 2024, ISBN 978-88-04-79013-6.

### Audio Libri (CD)
- Note di copertina di Sulle onde della libertà: Edizione letta su CD, Valnegri S., Oscar Mondadori, 2016. identificativo SBN IT\ICCU\MOD\1664950

### Premi e riconoscimenti
- Premio Carver - Anno 2013
- Premio ComoInRosa - Anno 2013
- Premio il Gigante delle langhe - Anno 2015.16 - 14ª Edizione
- Premio Cento - Anno 2015 - Edizione XXXVII
- Premio Letterario Internazionale Città di Cattolica - Anno 2018
- Premio Internazionale di letteratura città di Como V edizione
- Premio Alvaro-Bigiaretti V edizione
- Premio Selezione Bancarellino edizione 2022

### Manualistica
- Viaggio nella scrittura, con Emma Viola, Bologna, Calderini Edagricole, 2000, ISBN 88-8219-305-5.